# 121022 Galliano
121022 Galliano este o planetă minoră (asteroid) din centura de asteroizi. A fost descoperită pe 20 ianuarie 1999 la Caussols de OCA-DLR Asteroid Survey⁠(d). 
Obiectul prezintă o orbită caracterizată de o semiaxă mare de 2,390674677527 UAi, o excentricitate de 0,13, o înclinație de 3,3 ° în raport cu ecliptica.